# Siècle chiite
 (octobre 2024).
Améliorez-le ou discutez des points à vérifier. 
Le siècle chiite est la période de domination des régimes chiites dans le monde islamique[réf. non conforme]. Cette époque est considérée comme l'un des âges d’or, témoin de la renaissance scientifique et culturelle et de la prospérité littéraire.
Au cours de cette période, de puissants gouvernements chiites et dynasties royales ont émergé, tels que le Califat fatimide, l’État bouyide, l’État hamdanide et d’autres royaumes qui contrôlaient le monde islamique d’est en ouest.
Cette époque s’est terminée avec l’émergence de groupes sunnites extrémistes et l’invasion seldjoukide. En conséquence, la production scientifique dans le monde islamique a décliné et le soleil de la civilisation islamique a commencé à faiblir.[réf. non conforme]